# Wapen van Hollandse Delta

Het wapen van de Hollandse delta

Het wapen van het waterschap Hollandse Delta is voor Nederlandse begrippen uniek: de schildhouder staat namelijk niet recht achter of naast het wapen, maar deze staat zijdelings achter het wapen. Het wapen is naar aanleiding van de fusie tussen de Brielse Dijkring, Goeree-Overflakkee, Grote Waard en IJsselmonde. Ook een deel van het gebied van Hollandse Eilanden en Waarden werd bij het gebied gevoegd.

## Symboliek
Het wapen bestaat feitelijk uit vier aparte delen, die allen afkomstig zijn van de wapens van de voorgaande waterschappen:
- deel I, rechtsboven (voor de kijker linksboven): het wapen van het gewest Holland. Deze neemt ook de functie van de leeuwen van de wapens van Westvoorne en Zuidvoorne op zich.
- deel II, linksboven (voor de kijker rechtsboven): het wapen van het baljuwschap Voorne. De leeuwen uit de wapens van Westvoorne en Zuidvoorne zijn overgegaan naar deel I. Beide wapens hadden echter ook een ander figuur bij de toren, als compromis is de Griekse hoofdletter Delta in de plaats gekomen.
- deel III, rechtsonder (voor de kijker linksonder): het wapen van de stad Dordrecht.
- deel IV, linksonder (voor de kijker rechtsonder): het wapen van de Heerlijkheid Putten (in 1467 overgegaan in het Baljuwschap Land van Putten).

Ook de griffioen en de kroon zijn afkomstig van eerdere wapens:
- De griffioen is afkomstig van het Zuidvoornse wapen. De manier waarop deze bij dit wapen is geplaatst is echter, voor Nederlandse begrippen, nieuw.
- de kroon is afkomstig van het wapen van de Brielse Dijkring.

## Blazoen
Het blazoen dat bij de Hoge Raad van Adel bekend is, luidt als volgt:
Gevierendeeld; I in goud een leeuw van keel, getongd en genageld van azuur; II in keel een geopende burcht van zilver, verlicht van sabel, met in de poort een Griekse hoofdletter delta van sabel; III in keel een paal van zilver; IV gedwarsbalkt van zes stukken, azuur en goud, de balken van azuur beladen met vier, drie en twee schuinkruisjes van zilver. Het schild gedekt met een gouden kroon van vijf bladeren en vier parels en van achteren gehouden door een zijdelings geplaatste griffioen van goud, getongd en genageld van keel.
Het schild is in vier gelijke delen gedeeld. Het eerste deel, voor de kijker linksboven, is goudkleurig met daarop een rode leeuw. De leeuw heeft een blauwe tong en nagels. Het tweede deel, voor de kijker rechtsboven, is rood van kleur met een zilveren burcht.de ramen zijn zwart kleurig en in de poort van de burcht staat een zwarte Griekse hoofdletter delta. In het derde deel, voor de kijker linksonder, staat een zilveren paal op een rode ondergrond. Het vierde deel, voor de kijker rechtsonder, is afwisselend blauw en goud. Drie gouden dwarsbalken worden afgewisseld met drie blauwe dwarsbalken. In de blauwe dwarsbalken zijn in totaal negen zilveren dwarskruizen geplaatst. De bovenste blauwe balk bevat vier kruizen, de middelste drie en de onderste twee.
Het schild wordt gedekt door een gouden kroon van vijf bladeren met daartussen vier parels. De griffioen achter het schild fungeert als schildhouder en is eveneens goudkleurig. De tong en nagels van de griffioen zijn rood van kleur.